# Minster-in-Thanet
Minster-in-Thanet, ook Minster, is een civil parish in het bestuurlijke gebied Thanet, in het Engelse graafschap Kent. 